# Unimed
A Confederação Nacional das Cooperativas Médicas (Unimed) é um sistema de cooperativas médicas brasileiro que atua como operador de planos de saúde. Fundado em 28 de novembro de 1975, o sistema teve um faturamento de 71,9 bilhões de reais em 2018, e em 2013 líder no mercado privado nacional (40% do mercado doméstico de planos de saúde) e presente em 83% do território brasileiro. Em 2020, foi considerada a maior cooperativa de saúde do mundo, e a terceira cooperativa mais lucrativa do mundo, segundo a Aliança Cooperativa Internacional.
São 339 cooperativas em todo o país (comparáveis a subsidiárias, mas geridas de maneira autônoma), controladas por 117 mil médicos cooperados, além de 34 cooperativas regionais, que fazem o meio de campo entre as subsidiárias e a Unimed nacional. O sistema conta com dezenove e novecentos milhões de beneficiários, 2.611 hospitais credenciados e 166 hospitais próprios.
De acordo com o Relatório World Cooperative Monitor 2023, a Unimed tinha 135.000 funcionários e uma receita de US$ 15,61 bilhões em 2021. O site da Unimed afirma que 143 mil empregos são gerados pelo sistema Unimed, o que significa que a cooperativa registrou um crescimento no número de empregos desde a publicação do relatório do World Cooperative Monitor. Notavelmente, o relatório identificou a Unimed como uma cooperativa de trabalhadores, o que significa que pode ultrapassar a Corporação Mondragon como a maior cooperativa de trabalhadores do mundo.

## História
A primeira cooperativa Unimed foi fundada em 1967, na cidade de Santos. A cooperativa foi fundada através de uma mobilização de dirigentes do sindicato de médicos em Santos, como uma reação ao surgimento de empresas de saúde fundadas por pessoas, entre médicos e de outras categorias, não vinculadas ao sindicato.
Após a fundação da primeira Unimed, em Santos, várias cooperativas Unimed foram fundadas no Brasil. No começo da década de 1970, houve a fundação das primeiras federações estaduais, nos estados de Minas Gerais, São Paulo e Rio Grande do Sul. Depois de uma intenção da Associação Médica Brasileira (AMB) de fundar uma confederação e assumir o comando da Unimed, os dirigentes das federações fundaram uma confederação em 1972. Em 1977, haviam 60 cooperativas Unimed no Brasil.
Em 2009 foi criada a Unimed Odonto que comercializa planos nacionais para o Sistema Unimed sob gerenciamento da Seguros Unimed.

## Sistema Unimed

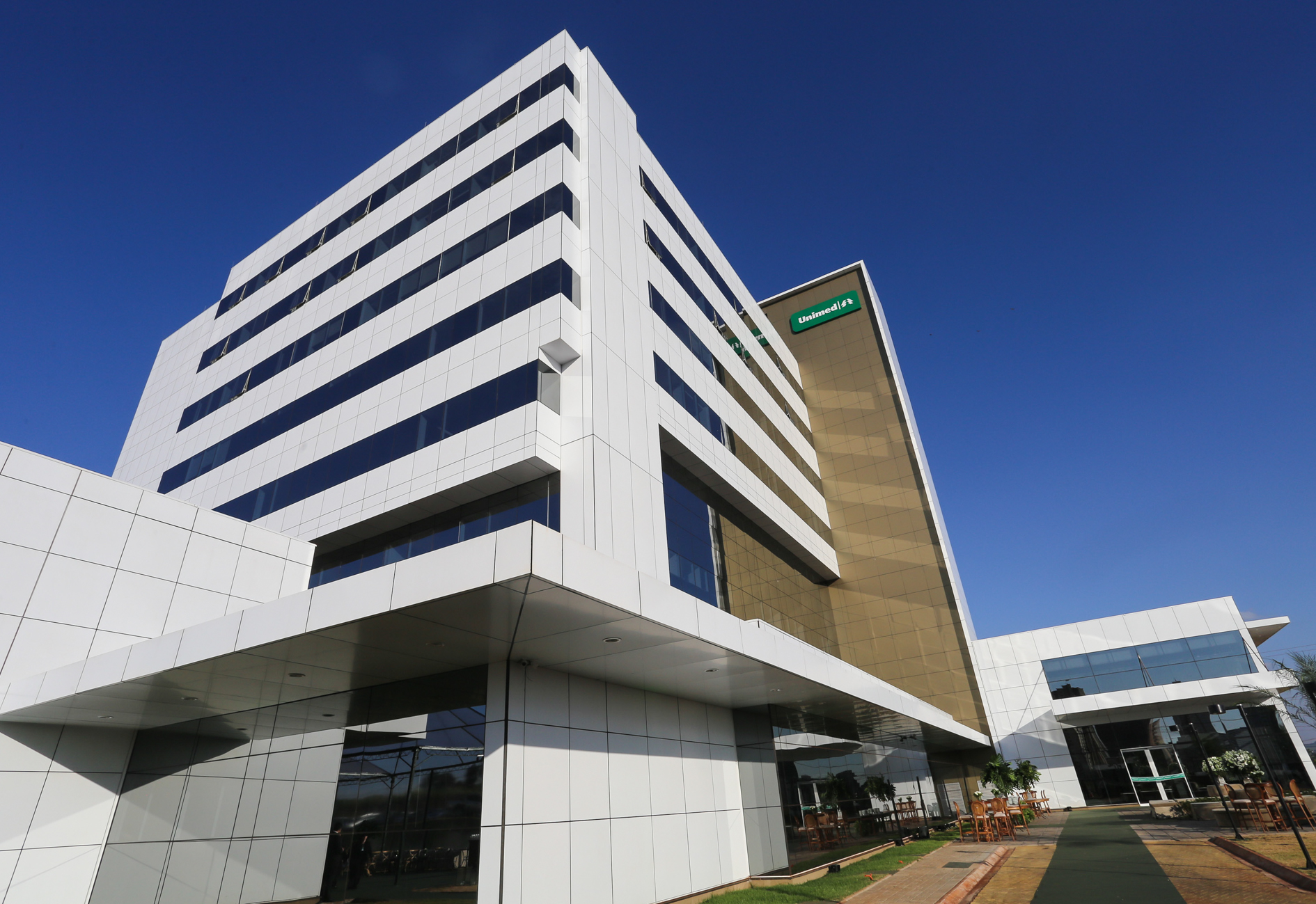
Hospital Unimed de Ribeirão Preto, São Paulo.

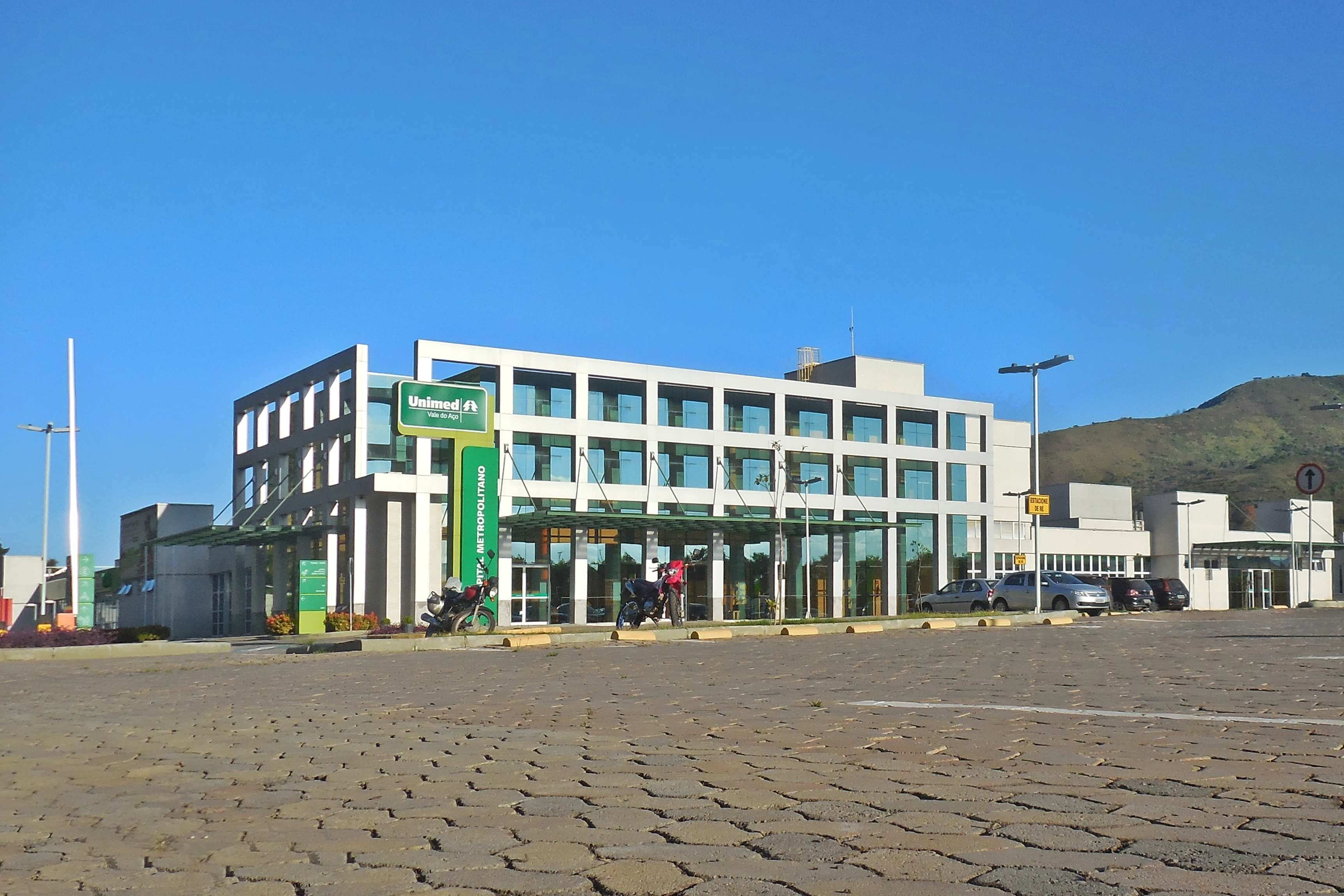
Hospital Metropolitano Unimed Vale do Aço, em Coronel Fabriciano, na Região Metropolitana do Vale do Aço, Minas Gerais.

O Sistema Cooperativo Unimed é constituído por mais de trezentas cooperativas, com mais de cem mil médicos cooperados. O sistema também é constituído por sociedades auxiliares, como a Fundação Unimed, que administra a Faculdade Unimed, e a Unimed Participações, que controla companhias de seguros, saúde e gestora de ativos. As cooperativas singulares compõem as federações estaduais, interfederativas ou intrafederativas, que compõem confederações regionais que integram a Confederação Unimed do Brasil. O sistema tem 37% de participação no mercado brasileiro de planos de saúde.
A Central Nacional Unimed é a operadora nacional dos planos de saúde do Sistema Unimed. A empresa atende exclusivamente empresas.

## Apoios e patrocínios
A Unimed do extremo sul da Bahia organiza, desde 2001, o "Concurso de Redação da Unimed" em Teixeira de Freitas. A competição é feita em parceria com o Serviço Nacional de Aprendizagem (SESCOOP/BA), órgão vinculado à Organização das Cooperativas do Estado da Bahia (OCEB). Desde os seus primórdios, o concurso aborda temáticas atuais e a discussão sobre a prática da cooperação, envolvendo alunos de diversas escolas (públicas e particulares) do município. Tem, pois, como principal objetivo promover a reflexão sobre as práticas de cooperação, bem como os princípios do cooperativismo no contexto escolar, proporcionando aos alunos o desenvolvimento do senso crítico e da escrita comprometedora com as causas sociais.